# MotoGP 2
MotoGP2 è un videogioco per PlayStation 2 e Microsoft Windows, sviluppato e pubblicato dalla Namco per la prima, sviluppato dalla THQ e pubblicato dalla Halifax per il secondo. Quello per PlayStation 2 è basato sulla stagione 2001 della Classe 500 del motomondiale, quello per PC sulla stagione 2002 della classe MotoGP.
Nel gioco (per PlayStation 2) sono disponibili 39 motociclette (anche se alcune di queste devono essere sbloccate). I circuiti disponibili sono 10: Suzuka, Paul Ricard, Jerez, Donington, Motegi, Catalunya, Assen, Le Mans, Mugello, Sachsenring. In realtà nel 2001 non si corse al Paul Ricard. Il gioco (sempre per PlayStation 2) è composto da 72 Sfide. Nella versione PC sono presenti tutti e 16 circuiti.

## Modalità di gioco (PlayStation 2)
- Arcade;
- Stagione;
- Contro il Tempo;
- Sfida;
- Leggenda (da sbloccare);
- Contro.

### Modalità Leggenda
La Modalità Leggenda è una novità di questo videogioco. In questa modalità si possono affrontare piloti leggendari del passato. I piloti leggendari presenti nel gioco sono: Mick Doohan, Freddie Spencer, Kenny Roberts, Kevin Schwantz e Wayne Rainey.

## Modalità di gioco (PC)
- Gara veloce;
- Modalità carriera;
- Modalità acrobazie;
- Prova a tempo;
- LAN.

## Novità (PlayStation 2)
È presente la nuova opzione "Bagnato", riguardante le condizioni meteo.